# 克氏伸口鱥
克氏伸口鱥（学名：Oregonichthys crameri）为輻鰭魚綱鯉形目雅羅魚科的一個種，從1993年到 2015年，它被美國聯邦列為瀕危物種，2014年初，美國魚類和野生動物管理局表示，該物種的數量從不到1,000條恢復到估計的160,000條時，它將成為第一個從瀕危物種名單中刪除的魚類，分布於北美洲美國奧勒岡州，體長可達7公分，棲息在沙石底質的小溪或水潭。